# Diastictis argyralis
Diastictis argyralis is een vlinder uit de familie van de grasmotten (Crambidae). De wetenschappelijke naam van de soort is voor het eerst gepubliceerd in 1818 door Jacob Hübner.
De soort komt voor in de Verenigde Staten.